# Canton de Creney-près-Troyes
Le canton de Creney-près-Troyes est une circonscription électorale française du département de l'Aube créée par le décret du 21 février 2014 et entrée en vigueur lors des élections départementales de 2015.

## Histoire
Un nouveau découpage territorial de l'Aube entre en vigueur à l'occasion des élections départementales de mars 2015, défini par le décret du 21 février 2014, en application des lois du 17 mai 2013 (loi organique 2013-402 et loi 2013-403). Les conseillers départementaux sont, à compter de ces élections, élus au scrutin majoritaire binominal mixte. Les électeurs de chaque canton élisent au Conseil départemental, nouvelle appellation du Conseil général, deux membres de sexe différent, qui se présentent en binôme de candidats. Les conseillers départementaux sont élus pour six ans au scrutin binominal majoritaire à deux tours, l'accès au second tour nécessitant 12,5 % des inscrits au premier tour. En outre la totalité des conseillers départementaux est renouvelée. Ce nouveau mode de scrutin nécessite un redécoupage des cantons dont le nombre est divisé par deux avec arrondi à l'unité impaire supérieure si ce nombre n'est pas entier impair, assorti de conditions de seuils minimaux. Dans l'Aube, le nombre de cantons passe ainsi de 33 à 17.
Le canton de Creney-près-Troyes est formé de communes des anciens cantons de Méry-sur-Seine (25 communes), de Troyes-2 (7 communes) et de Troyes-1 (1 commune). Avec ce redécoupage administratif, le territoire du canton s'affranchit des limites d'arrondissements, avec 25 communes incluses dans l'arrondissement de Nogent-sur-Seine et 8 dans l'arrondissement de Troyes. Le bureau centralisateur est situé à Creney-près-Troyes.

## Représentation
| Période élective | Période élective | Mandat | Mandat           | Identité         | Nuance | Nuance | Qualité |
| ---------------- | ---------------- | ------ | ---------------- | ---------------- | ------ | ------ | --- |
| 2015             | 2021             | 2015   | 2017 (démission) | Philippe Adnot   |        | DVD    | Sénateur, Président du conseil général sortant Président du Conseil départemental (2015-2017)                  |
| 2015             | 2021             | 2015   | 2021             | Claude Homehr    |        | LR     | Maire adjoint de Creney-près-Troyes Présidente de la communauté de communes Seine-Melda-Coteaux                |
| 2015             | 2021             | 2017   | 2021             | Philippe Pichery |        | DVD    | Retraité - Ancien assistant parlementaire de Philippe Adnot Président du Conseil départemental depuis mai 2017 |
| 2021             | 2028             | 2021   | en cours         | Claude Homehr    |        | LR     | Conseillère sortante                                                                                           |
| 2021             | 2028             | 2021   | en cours         | Philippe Pichery |        | DVD    | Conseiller sortant Président du conseil départemental                                                          |

### Résultats détaillés

#### Élections de mars 2015
À l'issue du premier tour des élections départementales de 2015, deux binômes sont en ballottage : Philippe Adnot et Claude Homehr (DVD, 47,24 %) et Brigitte Hubert et Bruno Subtil (FN, 39,76 %). Le taux de participation est de 54,76 % (6 921 votants sur 12 638 inscrits) contre 50,14 % au niveau départemental et 50,17 % au niveau national.
Au second tour, Philippe Adnot et Claude Homehr (DVD) sont élus avec 57,7 % des suffrages exprimés et un taux de participation de 54,93 % (3 730 voix pour 6 942 votants et 12 639 inscrits).

#### Élections de juin 2021
Le premier tour des élections départementales de 2021 est marqué par un très faible taux de participation (33,26 % au niveau national). Dans le canton de Creney-près-Troyes, ce taux de participation est de 34,31 % (4 508 votants sur 13 138 inscrits) contre 32,18 % au niveau départemental. À l'issue de ce premier tour, deux binômes sont en ballottage : Claude Homehr et Philippe Pichery (DVD, 55,72 %) et Jean-François Boulard et Joëlle Colson (RN, 31,63 %).
Le second tour des élections est marqué une nouvelle fois par une abstention massive équivalente au premier tour. Les taux de participation sont de 34,3 % au niveau national, 32,31 % dans le département et 33,63 % dans le canton de Creney-près-Troyes. Claude Homehr et Philippe Pichery (DVD) sont élus avec 67,93 % des suffrages exprimés (2 860 voix pour 4 418 votants et 13 136 inscrits),,.

## Composition
Le canton de Creney-près-Troyes comprend trente-trois communes entières.
| Nom                                        | Code Insee | Intercommunalité              | Superficie (km2) | Population (dernière pop. légale) | Densité (hab./km2) | Modifier                                    |
| ------------------------------------------ | ---------- | ----------------------------- | ---------------- | --------------------------------- | ------------------ | ------------------------------------------- |
| Creney-près-Troyes (bureau centralisateur) | 10115      | CA Troyes Champagne Métropole | 15,76            | 1 996 (2022)                      | 127                | modifier les données · modifier les données |
| Bessy                                      | 10043      | CC Seine et Aube              | 7,03             | 114 (2022)                        | 16                 | modifier les données · modifier les données |
| Boulages                                   | 10052      | CC Seine et Aube              | 11,54            | 227 (2022)                        | 20                 | modifier les données · modifier les données |
| Champfleury                                | 10075      | CC Seine et Aube              | 17,98            | 109 (2022)                        | 6,1                | modifier les données · modifier les données |
| Chapelle-Vallon                            | 10082      | CC Seine et Aube              | 19,24            | 232 (2022)                        | 12                 | modifier les données · modifier les données |
| Charny-le-Bachot                           | 10086      | CC Seine et Aube              | 13,64            | 242 (2022)                        | 18                 | modifier les données · modifier les données |
| Châtres                                    | 10089      | CC Seine et Aube              | 15,76            | 705 (2022)                        | 45                 | modifier les données · modifier les données |
| Chauchigny                                 | 10090      | CC Seine et Aube              | 9,72             | 222 (2022)                        | 23                 | modifier les données · modifier les données |
| Droupt-Saint-Basle                         | 10131      | CC Seine et Aube              | 18,61            | 342 (2022)                        | 18                 | modifier les données · modifier les données |
| Droupt-Sainte-Marie                        | 10132      | CC Seine et Aube              | 14,40            | 256 (2022)                        | 18                 | modifier les données · modifier les données |
| Étrelles-sur-Aube                          | 10144      | CC Seine et Aube              | 10,43            | 157 (2022)                        | 15                 | modifier les données · modifier les données |
| Fontaine-les-Grès                          | 10151      | CC Seine et Aube              | 12,16            | 903 (2022)                        | 74                 | modifier les données · modifier les données |
| Les Grandes-Chapelles                      | 10166      | CC Seine et Aube              | 22,10            | 398 (2022)                        | 18                 | modifier les données · modifier les données |
| Lavau                                      | 10191      | CA Troyes Champagne Métropole | 5,74             | 971 (2022)                        | 169                | modifier les données · modifier les données |
| Longueville-sur-Aube                       | 10207      | CC Seine et Aube              | 11,64            | 133 (2022)                        | 11                 | modifier les données · modifier les données |
| Mergey                                     | 10230      | CA Troyes Champagne Métropole | 15,01            | 663 (2022)                        | 44                 | modifier les données · modifier les données |
| Méry-sur-Seine                             | 10233      | CC Seine et Aube              | 12,42            | 1 442 (2022)                      | 116                | modifier les données · modifier les données |
| Mesgrigny                                  | 10234      | CC Seine et Aube              | 7,27             | 260 (2022)                        | 36                 | modifier les données · modifier les données |
| Plancy-l'Abbaye                            | 10289      | CC Seine et Aube              | 41,38            | 963 (2022)                        | 23                 | modifier les données · modifier les données |
| Prémierfait                                | 10305      | CC Seine et Aube              | 14,79            | 90 (2022)                         | 6,1                | modifier les données · modifier les données |
| Rhèges                                     | 10316      | CC Seine et Aube              | 14,80            | 208 (2022)                        | 14                 | modifier les données · modifier les données |
| Rilly-Sainte-Syre                          | 10320      | CC Seine et Aube              | 14,16            | 230 (2022)                        | 16                 | modifier les données · modifier les données |
| Saint-Benoît-sur-Seine                     | 10336      | CA Troyes Champagne Métropole | 11,78            | 428 (2022)                        | 36                 | modifier les données · modifier les données |
| Saint-Mesmin                               | 10353      | CC Seine et Aube              | 16,15            | 907 (2022)                        | 56                 | modifier les données · modifier les données |
| Saint-Oulph                                | 10356      | CC Seine et Aube              | 10,94            | 326 (2022)                        | 30                 | modifier les données · modifier les données |
| Sainte-Maure                               | 10352      | CA Troyes Champagne Métropole | 20,92            | 1 792 (2022)                      | 86                 | modifier les données · modifier les données |
| Salon                                      | 10365      | CC Seine et Aube              | 21,67            | 128 (2022)                        | 5,9                | modifier les données · modifier les données |
| Savières                                   | 10368      | CC Seine et Aube              | 18,54            | 1 075 (2022)                      | 58                 | modifier les données · modifier les données |
| Vailly                                     | 10391      | CA Troyes Champagne Métropole | 11,25            | 310 (2022)                        | 28                 | modifier les données · modifier les données |
| Vallant-Saint-Georges                      | 10392      | CC Seine et Aube              | 17,86            | 417 (2022)                        | 23                 | modifier les données · modifier les données |
| Viâpres-le-Petit                           | 10408      | CC Seine et Aube              | 11,13            | 127 (2022)                        | 11                 | modifier les données · modifier les données |
| Villacerf                                  | 10409      | CA Troyes Champagne Métropole | 9,64             | 600 (2022)                        | 62                 | modifier les données · modifier les données |
| Villechétif                                | 10412      | CA Troyes Champagne Métropole | 12,24            | 945 (2022)                        | 77                 | modifier les données · modifier les données |
| Canton de Creney-près-Troyes               | 1006       |                               | 487,70           | 17 918 (2022)                     | 37                 | modifier les données                        |

## Démographie
En 2022, le canton comptait 17 918 habitants, en évolution de +2,9 % par rapport à 2016 (Aube : +0,7 %, France hors Mayotte : +2,11 %).
| 2013   | 2018   | 2022   |
| ------ | ------ | ------ |
| 17 290 | 17 601 | 17 918 |